# Pseudotyphloscia alba
Pseudotyphloscia alba là một loài chân đều trong họ Philosciidae. Loài này được Dollfus miêu tả khoa học năm 1898.